# 粤港澳大湾区城际铁路
- 關於本系统大部分线路的业主，請見「珠三角城际公司」。
- 關於原名“广东珠三角城际轨道交通有限责任公司”、现广珠城际铁路的业主，請見「广珠城际公司」。
- 關於广州地铁集团旗下的城际铁路运营商，請見「广东城际」。

粵港澳大灣區城際鐵路，亦稱珠江三角洲城際快速軌道交通、珠江三角洲地区城际轨道交通，是中華人民共和國廣東省的城际轨道交通系统。此运输系统致力于在粵港澳大灣區内实现高铁、普速铁路、市域及市郊铁路等轨道网络的融合衔接，布局以广州、深圳、珠西地区为主要枢纽，形成多层次铁路网络，构建大湾区主要城市间1小时通达、主要城市至广东省内地级城市2小时通达、主要城市至相邻省会城市3小时通达的交通圈，打造“轨道上的大湾区”。
截至目前，粵港澳大灣區城際已開通4條線路（72個車站），里程達419千米。同時，為拓展線網覆蓋面、實現主要城市間1小時互通的目標，粵港澳大灣區城際仍在進行大規模的新線建設。根據規劃，粵港澳大灣區城際近期到2025年将全面覆盖大湾区中心城市、节点城市和广州、深圳等重点都市圈；远期到2035年，城际铁路总里程將達到1890千米，100%覆盖县级以上城市。

## 歷史

### 广佛地铁
早在广州地铁1号线设计之初，已在西塱站预留部分结构，供未来的广佛轻轨使用，此时已经有通过轨道交通连接广佛两地的概念。而在1997年的《广州市城市快速轨道交通线网规划研究（最终报告）》中，当时的4号线工业大道段与5号线芳村过江段，已有现时广佛地铁广州段的雏型。
后来于2003年方案中，这两段线路重组，芳村过江段以及工业大道中及南的路段成为现有广佛地铁广州段的一部分。而佛山至西塱的定线，曾出现两个方案，方案一与现时走线一致，方案二则沿南桂路继续往东，经平洲前往西塱。最终方案一得以采用，广佛地铁的走向基本定型。
2002年10月11日，广佛地铁试验段工程魁奇路站站后折返线开工建设，2003年10月魁奇路站开工，原定2007年建成通车。但由于资金问题，广佛线曾经被传处于停工状态，结果到2007年起才恢复施工，开工仪式于夏南车辆段工地举行。
2007年12月6日，广佛线首台盾构机于魁奇路站始发；12月16日，广佛线土建12标首台盾构机——“地龙一号”，于菊树站成功始发；2008年6月20日，祖庙站开始围护结构施工，标志着首通段土建工程全面开工。2009年4月17日，夏南车辆段正式封顶，比预定封顶时间提前49日；6月14日，𧒽岗至金融高新区盾构区间左线贯通；同月25日，右线贯通；6月28日，同济路站正式封顶；11月28日，魁奇路至祖庙盾构区间双线贯通。
2010年3月31日，广佛线金龙盾构区间双线贯通，至此，广佛线一期首通段（魁奇路至西塱）全线“洞通”；9月10日，实现“长轨通”；9月25日，首通段全线“电通”；9月30日，三权移交运营调试；11月3日广佛线一期开通，广东第一条跨市地铁开通。

### 珠江三角洲地区城际轨道

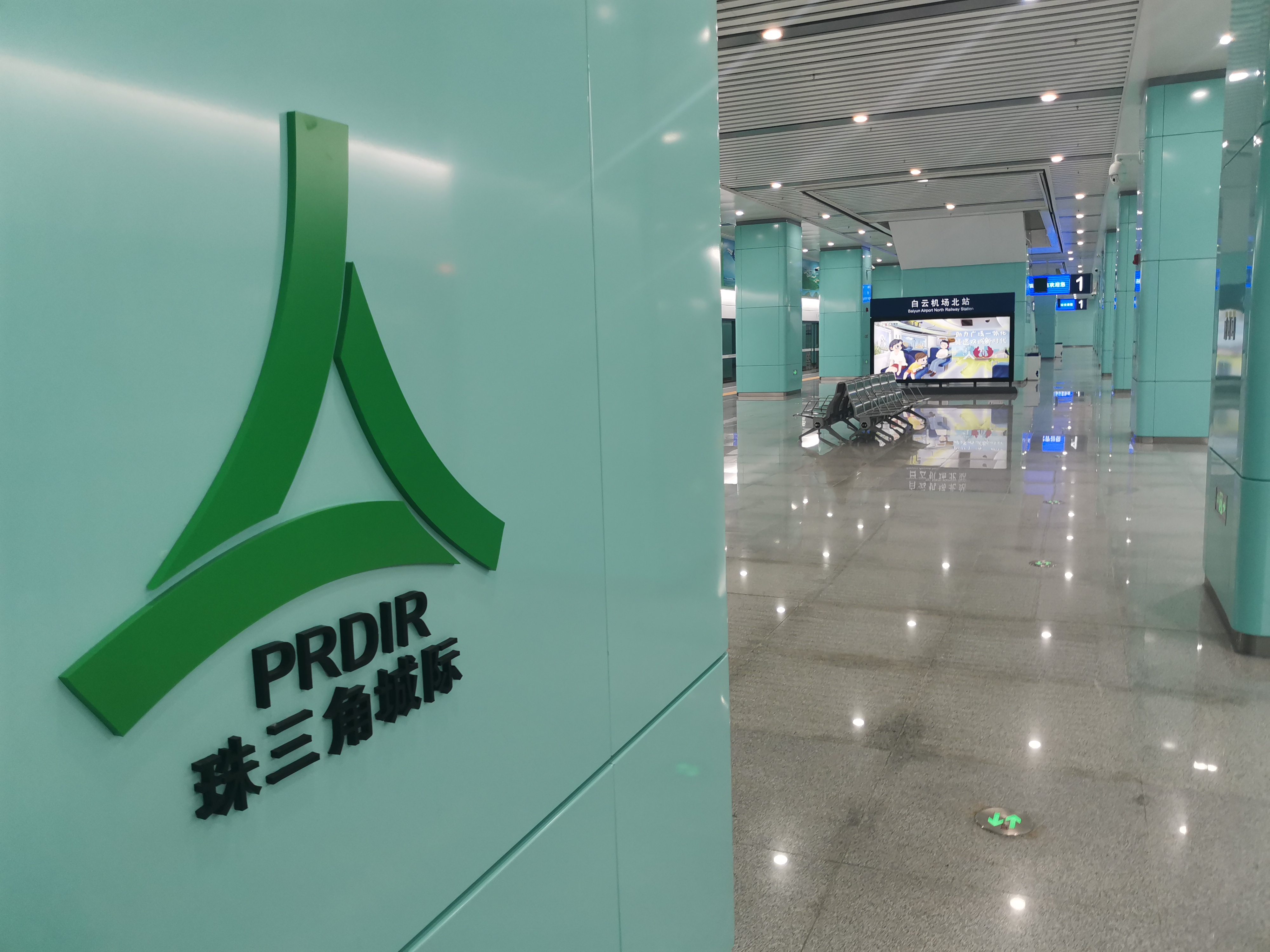
在白云机场北站的珠三角城际铁路标志

早在2001年，广东省发展计划委员会就评审通过《珠江三角洲城际快速轨道交通线网规划》。2003年，广东省完成编制《珠江三角洲经济区城际快速轨道交通线网规划》并上报国家层面审批。2005年3月16日，国务院审议并原则通过《环渤海京津冀地区、长江三角洲地区、珠江三角洲地区城际轨道交通网规划》，在此规划中，到2020年，珠江三角洲地区城际轨道交通总里程约达600公里。
2009年9月，国家发改委又批复《珠江三角洲地区城际轨道交通网规划(2009年修订)》，此规划中各线路合计里程达1478公里，线路条数达23條（包括建造中之线路），远景建设铁路網總長达到1890千米，预计到2030年珠三角地區將建成基本覆蓋所有縣級以上城鎮的城際軌道交通網絡。
2010年8月，铁道部开始介入珠三角城际铁路建设，穗莞深、佛肇、莞惠三线的线路标准、线位及车站设置均有不同程度的改变。
2011年1月7日廣珠城際开通，由中国铁路广州局集团运营，之后陆续开通的廣珠城際、广佛肇城际、莞惠城际、穗莞深城际以及珠机城际，开通之初皆由广州局集团运营。但由于在城际铁路采用与长途列车相似的运营模式，以及一贯较高的定价，引起部分民众的批评。
2019年6月11日，廣州地鐵集團成立全資子公司──广东城际铁路运营有限公司，受委托對广清城际广州北至清远段、广佛环线广州北至白云机场T2段、广肇城际广州南至佛山西（不含）段及珠三角城际轨道交通调度指挥中心等项目进行运输管理。

### 粤港澳大湾区城际铁路
2020年7月30日，国家发展改革委批复《粤港澳大湾区（城际）铁路建设规划》，近期到2025年，大湾区铁路网络运营及在建里程达到4700公里，全面覆盖大湾区中心城市、节点城市和广州、深圳等重点都市圈；远期到2035年，大湾区铁路网络运营及在建里程达到5700公里，100%覆盖县级以上城市。
2021年，广东省政府发布《关于加快推进粤港澳大湾区城际铁路建设有关工作的会议纪要》，提及调整粤港澳大湾区新建城际铁路建设模式，牵头单位由广东省铁投集团调整为广州、深圳两市，按照广州都市圈及深圳都市圈项目推动建设，同时新建城际铁路项目省不再出资，分别由广州、深圳市国有企业牵头，会同沿线各市筹措项目资本金。
2021年9月4日，根據广东省人民政府办公厅印发的《广东省综合交通运输体系“十四五”发展规划》顯示，廣佛江珠城際（東平至江門站）、肇順南城際、廣佛環線西環調整為《粤港澳大湾区城际铁路建设规划》近期建設項目。
2021年9月28日，广州地铁18号线北延段（广花城际）在空港车辆段举行了开工仪式，同年12月31日，22号线北延段（芳白城际）于方石车辆段和夏茅站举行开工仪式。
2021年10月27日，深圳地铁集团成立全资子公司——深圳深铁城际铁路运营有限公司，负责未来交由深圳地铁集团运营的城际铁路。
2021年12月29日，珠三角城际轨道（广州都市圈）建设项目及广东珠三角城际轨道交通有限公司管理权移交至广州地铁集团。移交完成后，广佛肇城际、莞惠城际、穗莞深城际、广清城际以及新白广城际将由广州地铁集团负责运营和管理。但由于广州局集团与廣州地鐵集團就股份和软硬件管理权移交存在争议，导致各路线移交进度严重落后，已完工的广佛环线南段、广惠城际佛莞段迟迟无法开通。
2022年1月26日，广州、珠海、佛山、东莞、中山、江门、肇庆七市城际铁路项目建设工作会议在广州举行，明確广州都市圈城际铁路项目包括15项，其中13个项目由广州市牵头推动，总投资达3783亿元。7月22日，广州与珠海、佛山、东莞、中山、江门、肇庆跨市重点事项协调工作会议暨广州都市圈城际铁路项目专项指挥部第二次会议在广州召开，会议就佛穗莞城际、南珠中城际、广佛江珠城际（佛江段）等重大跨市项目的推进思路达成共识，审议并原则通过《广州都市圈城际铁路跨市项目可持续经营责任实施方案》。
2022年12月27日，广东铁投集团将所持的74.54%珠三角城际公司股权全部划拨给广州地铁集团，但铁路软硬件管理权移交仍在进行。
2023年3月30日上午，18号线南延段（南珠中城际）西线于十涌站和香山站举行开工仪式。
2023年11月1日，广东城际铁路运营有限公司获得广惠城际东莞西站至小金口站段、廣肇城際佛山西站至肇慶站段的运营许可。2024年1月22日晚，广东城际完成广肇、广惠两条城际铁路已开通区段的运营权交接工作，并于1月23日开始运营上述线路。

## 綫路
目前，珠三角城轨标志已在广清城际铁路、广州东环城际铁路、广惠城际铁路、广肇城际铁路各站均有标示，其他线路暂无相关标识存在。
|              |          |            |          |         |                  |                |          |                               |                                                         |                                               |                |
| 線路         | 線路     | 起訖站     | 起訖站   | 車站數  | 里程 （千米）    | 首段開通日期   | 车型编组 | 车辆基地                      | 控制中心                                                | 運營商                                        | 業主           |
|              | 廣佛地鐵 | 新城东     | 瀝滘     | 25      | 39.6             | 2010年11月3日  | 4B       | 夏南车辆段                    | 夏南控制中心                                            | 广州地铁集团                                  | 廣佛軌道交通   |
|              | 廣珠城際 | 廣州南     | 珠海     | 16      | 150.925          | 2011年1月7日   | 8C／4C   | 广州动车段 广珠城际动车运用所 | 广铁集团调度所                                          | 中国铁路广州局集团                            | 廣珠城際公司   |
| 小欖         | 廣珠城際 | 江门       | 4        | 26.609  |                  | 2011年1月7日   | 8C／4C   | 广州动车段 广珠城际动车运用所 | 广铁集团调度所                                          | 中国铁路广州局集团                            | 廣珠城際公司   |
| 珠机城际     | 珠海     | 珠海机场   | 9        | 39.24   | 2020年8月18日    |                | 8C／4C   | 广州动车段 广珠城际动车运用所 | 广铁集团调度所                                          | 中国铁路广州局集团                            | 廣珠城際公司   |
|              | 广肇城际 | 番禺       | 肇庆     | 16      | 121.791          | 2016年3月30日  | 8C／4C   | 佛山西城际动车运用所          | 珠三角城际调度指挥中心                                  | 广东城际                                      | 珠三角城际公司 |
| 广惠城际     | 番禺     | 小金口     | 23       | 139.781 | 惠州北动车运用所 | 2016年3月30日  | 8C／4C   |                               | 珠三角城际调度指挥中心                                  | 广东城际                                      | 珠三角城际公司 |
|              | 穗深城際 | 新塘南     | 深圳机场 | 17      | 97               | 2019年12月15日 | 8C／4C   | 中堂动车运用所                | 广铁集团调度所（现时） → 珠三角城际调度指挥中心（计划） | 中国铁路广州局集团（现时） → 广东城际（计划） | 珠三角城际公司 |
|              | 广清城际 | 花都       | 飞霞     | 9       | 57.9             | 2020年11月30日 | 8C／4C   | 龙塘动车运用所                | 珠三角城际调度指挥中心                                  | 广东城际                                      | 珠三角城际公司 |
| 广州东环城际 | 花都     | 白云机场北 | 4        | 22.6    |                  | 2020年11月30日 | 8C／4C   | 龙塘动车运用所                | 珠三角城际调度指挥中心                                  | 广东城际                                      | 珠三角城际公司 |
| 總計         | 總計     | 總計       | 總計     | 117     | 506              | -              | -        | -                             | -                                                       | -                                             | -              |

## 未來發展

### 在建线路
| 線路                                | 線路                              | 起訖站      | 起訖站   | 車站數 | 里程（千米） | 计划開通日期       | 车型编组     | 業主           | 運營商     |
| ----------------------------------- | --------------------------------- | ----------- | -------- | ------ | ------------ | ------------------ | ------------ | -------------- | ---------- |
|                                     | 广清城际                          | 花都        | 广州白云 | 4      | 22           | 2025年             | 8C           | 珠三角城际公司 | 广东城际   |
|                                     | 广佛环线                          | 竹料        | 番禺     | 9      | 46.711       | 2025年             | 8C           | 珠三角城际公司 | 广东城际   |
| 佛山西                              | 广佛环线                          | 花都        | 9        | 47.01  | 2027年       | 广佛西环城际公司   | 8C           |                | 广东城际   |
| 穗深城际                            | 白云机场北                        | 新塘南      | 10       | 55.1   | 2025年       | 珠三角城际公司     | 8C           |                | 广东城际   |
| 穗深城际                            | 深圳机场                          | 前海        | 3        | 15.15  | 2026年       | 穗深城际公司       | 8C           | 深莞惠城际     |            |
| 穗深城际                            | 前海                              | 皇岗口岸    | 2        | 20.547 | 2026年       | 穗深城际公司       | 8C           | 深莞惠城际     |            |
| 琶莲城际                            | 广州莲花山                        | 琶洲        | 2        | 17.621 | 2025年       | 珠三角城际公司     | 8C           | 广东城际       |            |
| 广惠城際                            | 小金口                            | 惠州北      | 1        | 6.356  | 2025年       | 莞惠城际北延线公司 | 8C           | 广东城际       |            |
|                                     | 深惠城际                          | 前海保税区  | 坪地     | 11     | 58.9         | 2026年             | 8D／8C       | 深惠城际公司   | 深莞惠城际 |
| 深惠城际大鹏支线                    | 龙城                              | 新大        | 6        | 39.39  | 2026年       | 8D                 | 大鹏城际公司 |                | 深莞惠城际 |
|                                     | 深大城际 （深圳地铁33号线）       | 机场北站    | 聚龍     | 11     | 69.19        | 2026年             | 8D           | 深大城际公司   | 深莞惠城际 |
|                                     | 广花城际 （广州地铁18号线北延段） | 廣州東站    | 花城街   | 8      | 39.6         | 2027年             | 8D           | 广花城际公司   | 广东城际   |
| 南珠中城际 （广州地铁18号线南延段） | 万顷沙                            | 兴中        | 12       | 46.3   | 南中城际公司 | 2027年             | 8D           |                | 广东城际   |
| 南珠中城际 （广州地铁18号线南延段） | 香山                              | 横琴 / 拱北 | 不详     | 不详   | 不详         | 不详               | 8D           |                | 广东城际   |
|                                     | 芳白城际 （广州地铁22号线北延段） | 芳村        | 机场北   | 12     | 41           | 2027年             | 8D           | 芳白城际公司   | 广东城际   |
|                                     | 佛穗莞城际 （广州地铁28号线）     | 鹭洲        | 松山湖   | 29     | 113          | 不详               | 8D           | 不详           | 广东城际   |

### 近期建设线路
- 中南虎城际中山至塘厦段
- 中南虎城际西延线中山至江门段
- 塘厦至龙岗城际
- 廣深中軸城際（常平至龙华城际）[34]
- 肇顺南城际[註 6]
- 广佛江珠城际東平至江門站段[註 7]